# Južnoafrički znakovni jezik
Južnoafrički znakovni jezik (ISO 639-3: sfs) znakovni jezik gluhih osoba Južnoafričke Republike, kojim se služi preko 12 000 ljudi, ukljućčujući 6 000 crnaca, 2 000 Engleza, 2 000 Afrikanera ili Bura, 1 200 Obojenih, 900 Indijaca (VanCleve 1986).
Prva škola za gluhe utemeljena je 1846. a 1881. prva škola za gluhe Afrikanere koja počinje s radom na britanskom znakovnom jeziku [bfi]. Danas u Južnoafričkoj Republici postoji za gluhe 29 škola za 4 000 učenika.

## Vanjske poveznice
- Ethnologue (14th)
- Ethnologue (15th)